# Oryctopus bouvieri
Oryctopus bouvieri är en insektsart som beskrevs av Heinrich Hugo Karny 1935. Oryctopus bouvieri ingår i släktet Oryctopus och familjen Stenopelmatidae. Inga underarter finns listade i Catalogue of Life.